# ロシア・トゥデイ
RT（旧称: ロシア・トゥデイ）は、ロシア・モスクワに拠点を置くニュース専門局である。

## 概要
RTは2005年12月10日に開局。ロシア連邦政府が所有する事実上の国営メディアである。2,100名の従業員と19か国に支局を擁する。事実上ロシアの情報機関としての役割を担っていると指摘されている。

### 国際放送化
2007年にはアラビア語放送、2009年にスペイン語放送を始め、2010年にアメリカ、2014年にはイギリスでチャンネルを開局し、同年フランス語視聴者のためのオンライン放送も始めた。RTはアメリカで2番目の視聴者を持つ外国語ニュースチャンネルで、BBCニュースに次ぐ規模を誇る。拠点のモスクワだけでなくワシントンD.C.やマイアミ、ロサンゼルス、ロンドン、パリ、ニューデリー、テルアビブに支局がある。

### 政治的な立場
RTの編集方針は世界の多極化と国家主権主義の価値観の推進、ロシア・旧ソビエト連邦諸国の文化・生活習慣の発信、大西洋主義と米国の覇権主義傾向に対する批判、あるいは「ロシア嫌い」の告発といったいくつかの重点項目を中心に構成されている。同じ反西側諸国のテレビ局であるアル・マヤディーンと共同で番組を制作することもある。
RTの編集長のシモニャンは「これまでに客観的な報道の例がそんなにありましたか？（…）客観性なんてないのです。発信者の数と同じだけの真実の近似があるだけです」と発言し、複数メディアの共存による多角的な視点からの報道が望ましいとする立場を採っている。
一方でアメリカ在住のキャスター、リズ・ウォールはRTのウクライナ紛争の報道姿勢を批判し、番組放送中に辞職した。

### フェイクニュースの拡散と反応
西側の指導者やメディアから、RTはロシア政府のプロパガンダに加担しフェイクニュースを拡散していると指摘、批判されている。シリア内戦において、ホワイトヘルメットが爆撃被害者の救出写真を捏造していると仄めかす画像はRTによく出稿する記者によって広められたとWIREDは指摘した。
エマニュエル・マクロンはRTが自分の選挙戦に対する「プロパガンダ」を駆使していたと非難した。また欧州議会は、ロシアが仕掛ける「フェイクニュースとプロパガンダの闘い」に対抗手段を取るよう、欧州連合（EU）と加盟諸国に要請する決議を採択した。
2017年10月には、2016年米大統領選において、RTがTwitterで複数アカウントを利用してアメリカ世論を操作していた可能性があるとして、RTのTwitterへの広告出稿を禁じた。同年11月にRTはアメリカで「外国エージェント」として登録された。
2021年に行われたデジタルヘイト対策センターの調査によると、RT（とロシアの国営通信社であるスプートニク）はFacebookにおいて気候変動否定を推進する影響力のあるメディア10社のうちの1社であることが判明した。
CNNはRTを「プーチン寄り」と明言している。EUは2022年3月2日、ウクライナを侵攻したロシアへの制裁の一環として、RTとスプートニクについてEU圏内での放送や配信を禁止した。
2024年9月には、同年11月の2024年米大統領選に介入を試みているとして、RTの編集長ら10名が制裁対象となった。